# Новочасниковка
Новочаснико́вка (рос. Новочесноковка) — село у складі Первомайського району Алтайського краю, Росія. Входить до складу Жилинської сільської ради.
Стара назва — Дьомино.

## Населення
Населення — 175 осіб (2010; 213 у 2002).
Національний склад (станом на 2002 рік):
- росіяни — 100 %